# Varangerfjord
Le Varangerfjord est un fjord du comté de Finnmark, dans le nord de la Norvège, et débouchant sur la mer de Barents.